# Robert Paul Weston
Robert Paul Weston (* 21. Oktober 1975 in Dover, England) ist ein kanadisch-britischer Autor von Kinder- und Jugendbüchern, der in London lebt. Für seinen von der Presse hochgelobten gereimten Roman Zorgamazoo wurde er 2013 für den Deutschen Jugendliteraturpreis nominiert.

## Leben und Werk
Robert Paul Weston wurde 1975 in Dover, England, als Sohn eines britisch-türkischen Vaters und einer indisch-grenadischen Mutter geboren. Die meiste Zeit seiner Jugend verlebte er in Georgetown, Ontario. Seinen ersten Roman verfasste er als Jugendlicher für seinen Englischlehrer in der Mittelstufe.
In jungen Jahren betrieb Robert Paul Weston Leistungssport als Trampolinspringer, arbeitete als Rettungsschwimmer, Softwareentwickler, Lektor, Produktionsassistent, Englischlehrer, Herausgeber eines kleinen Literaturmagazins und Dialogautor für importierte Cartoons. Er lebte zwischenzeitlich in Japan und in Kanada.
Weston schloss sein Studium 2006 als Master of Fine Arts an der University of British Columbia ab, nachdem er zuvor an der Queen’s University Soziologie und Film studiert hatte. Dieses Studium hatte er bereits 1998 mit einem Bachelor of Arts abgeschlossen. Selbst zu diesem Zeitpunkt glaubte er kaum daran, seinen Lebensunterhalt ausschließlich als Schriftsteller bestreiten zu können: „I always thought it was something people did part-time on the side, and I certainly never thought of myself as a children’s writer.“ Erst mit den ersten Zeilen von Zorgamazoo glaubte er, sich von dieser Vorstellung lösen zu können, obwohl er bestimmt 80 mal Kurzgeschichten bei Literaturmagazinen eingereicht und lediglich sieben Veröffentlichungen in dieser Zeit zu verzeichnen hatte. Sein Schlüsselerlebnis nach der englischsprachigen Veröffentlichung seines Erstlings war die Vertragsunterzeichnung mit dem renommierten chinesischen Verlag Guan Pin Hong Cultural Company in Hongkong, weil sich dort der chinesische Übersetzer der Werke Dr. Seuss’ seines Romans annahm.
Weston lebte mit seiner Frau in Toronto und lehrte kreatives Schreiben an der Queen’s University, an der er selbst studiert hatte. Seine Bücher sind in Kanada, den USA und in Großbritannien erschienen. Mit Zorgamazoo ist 2012 die erste deutsche Übersetzung eines seiner Werke im Verlagshaus Jacoby & Stuart in der Übersetzung von Uwe-Michael Gutzschhahn erschienen. Das Buch wurde 2013 für den Deutschen Jugendliteraturpreis in der Kategorie Kinderbuch nominiert. Erstmals präsentierte Weston Zorgamazoo in Deutschland im September 2012 im Kinder- und Jugendprogramm des 12. internationalen literaturfestival berlin. Dort schlug er auch einen Titel für die Auszeichnung Das außergewöhnliche Buch vor, seine Wahl fiel auf Momo.
In einem Interview beschrieb er die unrealistische Erwartungshaltung des Publikums gegenüber Jugendbuchautoren. Viele würden aufgrund des Erfolgs von Joanne K. Rowlings Harry Potter annehmen, dass man damit gewissermaßen automatisch Millionär werden könnte. Jedoch sei sein Einkommen vor dem Erfolg von Zorgamazoo unter der Armutsgrenze gewesen. In seinen Büchern bevorzuge er einen drastischen und grimmigen Stil, den er vorbildhaft bei den Gebrüdern Grimm adaptiert habe und der nun einmal bei Kindern und Jugendlichen am besten ankommen würde. Erst die Walt-Disney-Produktionen hätten dem Märchen sukzessive ihren Ernst und ihre Brutalität genommen, die die erzählerische Tradition des 19. Jahrhunderts noch aufwies. In seinen Kursen für Kreatives Schreiben würde er daher seine Studenten auch dezidiert auf diese Entwicklung hinweisen.
2013 erschien mit The Creature Department, deutsch Die Monsterabteilung, Westons vierter Roman und zeitgleich dazu eine App zum Buch. Ein Fortsetzungsband heißt Von Ghorks gefressen.

## Presseschau
Zorgamazoo (2012)

„Robert Paul Weston erzählt in seinem fantastischen Langgedicht von einer ungewöhnlichen Freundschaft zwischen einem Zorgel, der über sich hinauswächst und einem mutigen Mädchen, das nie aufgibt. Ganz nebenbei und subtil warnt er zwischen den Verszeilen vor grauer Eintönigkeit und dem langsamen Entschwinden unserer Vorstellungskraft. Denn was wäre die Welt ohne Meerjungfrauen, Drachen, Menschenfressern, Trollen, Riesen, Kobolden und neuerdings Zorgel?“

„Robert Paul Weston erzählt eine alte Geschichte auf besondere Weise. Spielerisch wirbelt er Motive aus antiken Mythen, Science-Fiction, traditionellen und modernen Märchen durcheinander: Den Kampf der Guten gegen das Böse, die Auseinandersetzung zwischen Lust- und Realitätsprinzip, die Langeweile der grauen Gesellen auf dem Mond gegen die farbenfrohe Phantasie der gefangenen Zauberwesen. Mit überbordender Erfinderfreude entwirft Weston die Rettung der Welt durch ein kleines Mädchen und seine fantastischen Freunde - heißt: durch die Fantasie, das Geschichten-Erfinden und die Literatur. Kommen dem Leser viele Motive und Figuren auch bekannt vor, so ist Westons Erzählweise doch einmalig: Zorgamazoo ist in Versen geschrieben, durchgängig gereimt und kongenial nachgedichtet von Uwe-Michael Gutzschahn. Das dreihebige Versmaß erinnert unwillkürlich an berühmte Geisterballaden und Hexenszenen von Goethe bis Fontane. Komisches und Unheimliches, Witz und Spannung halten sich bis zum Showdown die Waage. Westons/Gutzschahns Reime klappern kindlich, stolpern naiv, schwingen poetisch, drohen drastisch, zischen grotesk und klingen wieder niedlich oder sogar naiv. Man spürt förmlich den Spaß der Dichter an Sprachspielen und -bildern, knalligen Pointen und lustigen Lautmalereien.“

„Es muss nicht immer Prosa sein, es dürfen die Ideen auch in Reimen keimen. Wenn dabei ein so schrulliges, originelles, wortspielerisches und gar nicht horribles Feuerwerk an Fantasie herauskommt wie die komische Geschichte von Katrina Katrell und Mortimer Yorgel, dann: Ja, bitte. Unbedingt zorgeln, äh: lesen.“

„Das soll den Wert dieses Kloppers nicht schmälern, es ist eh eine mutige Entscheidung, a) so etwas zu schreiben, b) es zu verlegen und c) so zu gestalten, wie es ist. Denn Zorgamazoo ist neben der Kuriosität der Reimprosa auch noch typografisch ein Gesellenstückchen. So munter die Handlung, so turbulent die Typografie, die die Wechselfälle des Glücks widerspiegelt. Alles in allem ist Zorgamazoo ein Ausnahmebuch, das man schon aus Kuriositätsgründen haben sollte. Und wer sich durch alle Reime geackert hat, bekommt ebenso wie der Übersetzer einen Orden.“

„Dieser Roman bietet nicht nur eine detailfreudig ausfabulierte phantastische Welt mit einem gewaltigen Aufgebot skurril-schauriger Gestalten, er ist außerdem komplett in Versen gehalten. In Kombination mit der auktorialen Erzählweise, der simulierten Mündlichkeit und dem leicht marktschreierischen Duktus wirken die Kreuzreime und Daktylen überaus komisch. Der Verfasser bedient sich großzügig aus dem Motivreservoir der Fantasyliteratur und des Heldenepos und erzeugt schon allein dadurch einen gattungsparodistischen Effekt, der durch die Versform, die Erzählweise und den großen Reichtum schwarzhumoristischer Einfälle noch eine Steigerung erfährt. Uwe-Michael Gutzschhahn hat sich der Anstrengung unterzogen, dieses opulente Gebilde ins Deutsche zu übertragen. Und Víctor Rivas hat die Geschichte kongenial illustriert.“

„Es ist eine Geschichte über zwei Wesen, die an ihre Grenzen kommen, nie aufgeben und über sich hinauswachsen. Letztendlich finden sie einen Ort, an dem sie leben können. Es ist aber auch ein Langgedicht, das gegen die Eintönigkeit appelliert und vor dem Verschwinden der Phantasie warnt. Der Roman erschien bereits 2008 und wurde mit zahlreichen Preisen ausgezeichnet. Uwe-Michael Gutzschhahn gelingt das Wagnis einer temporeichen Übersetzung ins Deutsche: Er bleibt nah an der englischen Originalfassung, greift jedoch die Eigenheiten der deutschen Sprache auf.“

## Bibliografie
- Bücher
  - in deutscher Übersetzung
    - 2012: Zorgamazoo, Text: Robert Paul Weston, Illustration: Victor Rivas, Übersetzung aus dem Englischen: Uwe-Michael Gutzschhahn, Jacoby & Stuart, Berlin 2012, ISBN 978-3-941087-98-9, Original: Zorgamazoo., Razorbill, 2008, ISBN 978-1-59514-199-6.
    - 2014: Die Monsterabteilung, Text: Robert Paul Weston, Illustration: Zack Lydon/Framestore, Übersetzung aus dem Englischen: Nicola T. Stuart, Jacoby & Stuart, Berlin 2014, ISBN 978-3-942787-23-9, Original: The Creature Department, Razorbill, 2013, ISBN 978-1-59514-685-4.
    - 2014: Neues von der Monsterabteilung: Von Ghorks gefressen, Text: Robert Paul Weston, Illustration: Zack Lydon/Framestore, Übersetzung aus dem Englischen: Nicola T. Stuart, Jacoby & Stuart, Berlin 2014, ISBN 978-3-942787-45-1, Original: Gobbled by Ghorks, Razorbill, 2014, ISBN 978-1-59514-750-9.

  - unübersetzt
    - Romane
      - Katrina Katrell, Mortimer Yorgle and the amazing adventure of Zorgamazoo. Master of Fine Arts, Thesis Paper, University of British Columbia 2006.
      - Dust city, Razorbill, 2010, ISBN 978-1-59514-296-2[14]

    - Kurzgeschichten
      - Mourning Sickness. In: On Spec, No. 62, Winter 2005.i
      - The Light Switch Method. In: Kiss Machine, No. 10, Juni 2005.
      - Thinking of Alice. In: Crimewave Magazine, Vol. 9, Herbst 2006.
      - Stop Plate Tectonics. In: On Spec, No. 68, Frühling 2007.
      - Paris, France (Somnumbulitis). In: The New Orleans Review, Vol. 33, No. 1, Herbst 2007.
      - Hummingbirds and Pie. In: Postscripts, Vol. 12, Herbst 2007.
      - Salve. In: Postscripts, Vol. 14, Frühling 2008.
- Hörbücher
  - in deutscher Übersetzung
    - Zorgamazoo. Gekürzte Lesung von Martin Baltscheit. 3 CDs, Hörbuch Hamburg 2012, ISBN 978-3-86742-700-5
    - Die Monsterabteilung. Gekürzte Lesung von Bastian Pastewka. 4 CDs, Der Audio Verlag 2014, ISBN 978-3-86231-414-0

  - in Englisch
    - Zorgamazoo. Read by Alan Cumming. Penguin Audio. 2010, ISBN 978-0-14-242818-4 (Gewinner des Audie® Award for Best Solo Narration – Male, 2011)[15]

## Nominierungen und Auszeichnungen
- 2009: Nominierung für den  E.B. White Read Aloud Award (für Zorgamazoo)
- 2009: Children’s Literature Association Notable Books for 2009 (Zorgamazoo)
- 2010: Silver Birch Fiction Award (für Zorgamazoo)[16]
- 2011: California Young Reader Medal, Kategorie: Intermediate (für Zorgamazoo)[17]
- 2011: Nominierung für den Edgar Allan Poe Award – Young Adult and Juvenile Mystery Fiction – Young Adult für Dust City[18]
- 2012: Nominierung für den Willow Award für Dust City[19]
- 2012: 3sat Kulturzeit Kinderbuchtipp im Oktober für Zorgamazoo
- 2012: Die besten 7 Bücher für junge Leser im November für Zorgamazoo
- 2012: Deutschen Hörbuchpreis 2013 in der Kategorie Bestes Kinderhörbuch für Zorgamazoo[20]
- 2013: Nominierung für den Deutschen Jugendliteraturpreis in der Kategorie Kinderbuch für Zorgamazoo im März

## Festivalteilnahmen
- 2012: Kinder- und Jugendprogramm des 12. internationalen literaturfestival berlin im September
- 2013: Harbour Front Literaturfestival Hamburg im September